# التدفق الإهليلجي
تُنتج اصطدامات الأيونات الثقيلة النسبية أعدادًا كبيرة جدًا من الجسيمات دون الذرية في جميع الاتجاهات. في مثل هذه التصادمات، يشير التدفق إلى كيفية اختلاف الطاقة والزخم وعدد هذه الجسيمات مع الاتجاه،  والتدفق الإهليلجي هو مقياس لكيفية عدم انتظام التدفق في جميع الاتجاهات عند النظر إليه على طول خط الاشعة . يعد التدفق الإهليلجي دليلًا قويًا على وجود بلازما كوارك-جلون ، وقد تم وصفه كواحد من أهم الملاحظات التي تم قياسها في مصادم أيونات ثقيلة بسرعات النسبية (RHIC).  